# سیتروئن سی۳ دبلیوآرسی
سیتروئن سی۳ دبلیوآرسی یک خودرو رالی جهانی بود که توسط تیم رالی جهانی سیتروئن طراحی و توسعه یافته تا در مسابقات رالی قهرمانی جهان حضور پیدا کند. این خودرو که جایگزین مدل موفق سیتروئن دی‌اس۳ دبلیوآرسی بود، بر پایه مدل سیتروئن سی۳ ساخته شده‌است. سیتروئن سی۳ دبلیوآرسی اولین حضور خود را در آغاز فصل ۲۰۱۷ تجربه کرد، جایی که توسط کریگ برین، استفان لوفور و کریس میک رانده  و خالد القاسمی نیز در برخی از رویدادها با چهارمین خودرو حضور یافت.